# داريوس غوبي
داريوس غوبي (بالإنجليزية: Darius Guppy)‏ هو شخصية أعمال ومؤلف بريطاني، ولد في 1964 في لندن في المملكة المتحدة.